# Unearthly Trance
Az Unearthly Trance egy sludge/doom metal trió a New York-i Long Islandről. 2000-ben alakultak meg. Tagok: Ryan Lipsky, Darren Verni és Jay Newman. Volt tagok: Jeremy Curles, Pete McCoil és Aiden Rockwell. Lemezeiket a Rise Above Records, Southern Lord Records, Relapse Records kiadók jelentetik meg. Fennállásuk alatt olyan nagy nevekkel koncerteztek már együtt, mint a Sunn O))), Electric Wizard, Pelican, Melvins, Morbid Angel. Diszkográfiájuk 6 nagylemezt és több EP-t tartalmaz. 2002-ben feloszlottak, de 2015 óta megint együtt vannak.

## Diszkográfia

### Stúdióalbumok
- Season of Seance, Science of Silence (2003)
- In the Red (2004)
- The Trident (2006)
- Electrocution (2008)
- V (2010)
- Stalking the Ghost (2017)